# Ostki (stacja kolejowa)
Ostki (ukr. Остки, ros. Остки) – stacja kolejowa w miejscowości Ostki, w rejonie sarneńskim, w obwodzie rówieńskim, na Ukrainie. Położona jest na linii Kijów – Korosteń – Sarny – Kowel.
Stacja istniała przed II wojną światową. Była wówczas ostatnią polską stacją przed granicą ze Związkiem Sowieckim. Docierały do niej pociągi relacji Kowel - Sarny - Ostki. Sowiecką stacją graniczną były Snowidowicze. Planowany ruch transgraniczny nie był prowadzony, istniał jednak tor łączący Ostki ze Snowidowiczami.